# Ivan Kuzma
Ivan Kuzma (Nagymihály, 1955. május 2. – 2013. december 3.) szlovák régész.

## Élete
Rövid ideig Miaván élt, majd Pozsonyban végezte általános és középiskoláit. 1973–1978 között a Comenius Egyetem régészet szakán végzett. 1978-tól a nyitrai Régészeti Intézet munkatársa lett. 1983-ban kisdoktori fokozatot szerzett. Az intézetben szerkesztői és könyvtárvezetői funkciókat is ellátott.
Feltárásokat végzett többek között Muzsla-Csenkén (Vilmakert, Diófakert), Nyitrán, Nyitranagykéren és Pozsonyban.
Szakterülete a fiatalabb és késő kőkorszak, illetve a légirégészet volt. Szlovákia régészeti lelőhelykataszterének munkálataiban is részt vett. 2006–2012 között a Študijné zvesti folyóirat főszerkesztője. A Ve službách archeologie folyóirat szerkesztőségi tagja. Több szakmai társaság tagja például az International society for Archaeological Prospection-nek, és az Aerial Archaeology Research Groupnak.

## Művei
- 1992 Militáriá – Konský postroj – Voz. Terminológia archeologickej hmotnej kultúry na Slovensku II – Militaria – Pferdeschirrung – Wagen. Terminologie der archäologischen materiellen Kultur in der Slowakei II. Nitra (tsz. Ondrej Ožďáni – Nevizánszky Gábor)
- 1993 Mužla-Čenkov I – Osídlenie z 9-12. storočia. Nitra (társszerző)
- 1996 Archeologické náleziská v katastri obce Mužla. Študijné zvesti AÚ SAV 32, 43-59.
- 2001 Rondel v Golianove (predbežná správa). In: Cheben, I. – Kuzma, I. (eds.): Otázky neolitu a eneolitu našich zemí 2000. Plzeň, 46–55. (tsz. J. Tirpák)
- 2008 Tehliarska pec z Iže pri Komárne. Archeologia technica 19, 83-103. (tsz. Marián Čurný – Milan Hanuliak)
- 2012 Vrcholnostredoveká osada v Mužle-Čenkove. Archaeologia Historica 37/1, 257-272. (tsz. Milan Hanuliak)
- 2012 Kamenná industria z rondelu v Golianove. Sborník prací filozofické fakulty brněnské univerzity M 17, 65-94. (tsz. Michal Cheben)
- 2015 Pochovávanie na sídlisku ludanickej skupiny v Nitre-Mlynárciach. Slovenská archeológia LXIII/2. (Monika Gabulová)
- 2015 Mužla-Čenkov II – Osídlenie z 9.-13. storočia. Nitra (tsz. Milan Hanuliak)

### Magyarul
- Muzsla. A kezdetektől 1920-ig; szöveg Ivan Kuzma, Molnár Erzsébet, Erdélyi Szabolcs; Muzsla Község Önkormányzata, Muzsla, 1997 (Településtörténeti vázlatok)